# 세렌디파케라톱스
세렌디파케라톱스(Serendipaceratops) ("뜻밖의 뿔달린 공룡") 은 호주의 백악기 전기 지층에서 발견된 초식성 조반류 공룡의 속으로 의문명이다.

## 발견과 종
세렌디파케라톱스의 첫 표본은 자뼈(ulna)로 1993년에 호주 빅토리아 남동쪽 해변의 킬쿤다 부근에서 발견되었다. 다이노서 코브(Dinosaur Cove) 프로젝트를 진행하면서 해안가의 절벽에서 발견된 이 화석은 파도가 들이치지 않는 위치에서 발굴되었다.
2003년에 모식종인 세렌디파케라톱스 아르투르클라케이(Serendipaceratops arthurcclarkei)가 톰 리치와 패트리샤 비커스-리치에 의해 명명 및 보고되었다. 호주에서 각룡이 발견되리라고는 생각도 못한 발견자들은 처음에 이 화석이 수각류의 뼈라고 생각했다. 하지만 몇 달 수, 캐나다 앨버타 주의 로얄 티렐 고생물학 박물관을 방문했을 때 데일 러셀은 이 뼈가 놀랄 만큼 렙토케라톱스의 자뼈와 유사하다는 것을 지적했다. 그래서 뜻밖의 발견이라는 의미의 세렌디피티(serendipity)와 각룡이라는 의미의 케라톱스를 조합하여 속명을 만들었다. 종명은 과학소설 작가인 아서 C. 클라크를 기념한 것이다. 명명자 부부와 개인적으로 아는 사이이며 2001 스페이스 오디세이과 라마와의 랑데뷰 등의 책을 쓴 저자인 클라크는 어린 시절에 공룡에 매료되어 과학에 흥미를 가지기 시작했다. 아마도 우연이겠지만 "세렌딥" 은 클라크가 말년을 보낸 나라인 스리랑카의 예전 이름이기도 하다.
세렌디파케라톱스는 완모식표본인 NMV P186385 만이 알려져 있으며 압트절 전기, 약 1억 1500만년 전의 연대로 알려진 원타기 층(Wonthaggi Formation)에서 발견된 왼쪽 자뼈 하나로 구성되어 있다.

## 특징
완모식표본인 자뼈는 16 센티미터 저도의 길이다. 후면 위쪽에는 팔꿈치머리 돌기가 떨어져 나간 상태이며 뼈는 상대적으로 납작하다.

## 분류
세렌디파케라톱스는 원래 신각룡류에 속하며 각룡류 공룡 중에서는 가장 초기의 것으로 보고되었다. 각룡류인지 확실하지 않으며 다른 조반류 공룡일 가능성이 있는 남아메리카의 노토케라톱스를 제외하면 남반구에서 알려진 유일한 각룡이기도 하다. 빅토리아 남서부 다이노서 코브의 유메랄라 층(Eumeralla Formation)에서 완모식표본인 자뼈 외에 추가로 조금 후대인 1억 600만년 전 각룡류의 자뼈로 보이는 화석이 발견되었다. 이 표본을 처음에 연구한 과학자들은 렙토케라톱스와 매우 유사하다고 보았으나, 이후의 연구에서 이 해석이 틀렸을 가능성이 높은 것으로 나타났다.
호주와 뉴질랜드에서 발견된 공룡을 전반적으로 조사한 2010년의 연구에서 페데리코 앙골린과 동료들은 세렌디파케라톱스의 자뼈가 각룡의 파생공유형질을 가지고 있지 않기 때문에 원시적인 각룡류의 것인지 아니면 다른 사족보행 게나사우리아 조반류 공룡의 것인지 확신할 수 없으며 오히려 호주에서 발견된 곡룡류인 민미의 자뼈와 전반적으로 더 비슷하다고 주장했다. 따라서 이 화석은 어느 특정 조반류 그룹에 속한다고 보기 힘들어 의문명으로 간주되어야 한다. 2014년에 리치와 동료들은 완모식표본인 자뼈의 비율이 각룡류의 형태공간 안에 들어온다는 것을 보여주는 논문을 발표했다. 이후 2021년에 이 공룡이 곡룡류에 속할 지도 모른다는 연구 결과가 발표되었다.